# Britanski YouTuberi
Ovdje se abecedno upisuju britanski youtuberi. 
- Potrebno je upisati youtuberovo ime i prezime i nadimak pod kojim djeluje, ako se njime služi.
- Opis njegova rada do najviše 500 znakova
- Po želji najviše jedna slika u formatu 100px [[Datoteka:ime slike.xxx|mini|desno|100px|ime sastava]]
- Vanjske poveznice stavljati bez "http://"

<
| Sadržaj: Vrh \| A \| B \| C \| Č \| Ć \| D \| Dž \| Đ \| E \| F \| G \| H \| I \| J \| K \| L \| Lj \| M \| N \| Nj \| O \| P \| Q \| R \| S \| Š \| T \| U \| V \| W \| X \| Y \| Z \| Ž |

## B
- Boyinaband (YouTube kanal) - glazbenik, bloger

## D
- Daniel Howell (YouTube kanal) - bloger
- Deji (YouTube kanal) - bloger, podvalnik, izazovi

## E
- Emma Blackery (YouTube kanal) - pjevačica, blogerica, šminkerica

## J
- Jack Harries (YouTube kanal) - bloger

## R
- RayKit (YouTube kanal) - videoigrač i recenzent

## S
- stampylonghead (YouTube kanal) - videoigrač

## T
- ThacherJoe (YouTube kanal) - bloger, klaun

## Z
- Zoe Sugg (YouTube kanal) - bloger